# سولو (فیلم ۱۹۹۶)
سولو (انگلیسی: Solo) فیلمی اکشن و علمی–تخیلی است که در سال ۱۹۹۶ منتشر شد. از بازیگران آن می‌توان به ماریو فن پیبلز، بری کوربین، ویلیام سدلر، آدرین برودی و دمیان بیچیر اشاره کرد. این فیلم بر اساس رمان اسلحه اثر رابرت میسون ساخته شده‌است.

## داستان
سولو یک ماشین کشتار نظامی است که توسط ژنرال هاینز برای نبرد با شورشیان چریکی به آمریکای مرکزی فرستاده می‌شود اما در برنامه‌نویسی او اختلال ایجاد می‌شود و باعث وجود حس وجدان و عطوفت در او می‌شود.